# 장은영 (레이싱 모델)
장은영(1990년 3월 4일 ~ )은 대한민국의 레이싱 모델이다.

## 경력
- 2014년 럭셔리 슈퍼카 위켄드 코리아 레이싱모델